# Mangskog
Mangskog is een plaats in de gemeente Arvika in het landschap Värmland en de provincie Värmlands län in Zweden. De plaats heeft 62 inwoners (2005) en een oppervlakte van 12 hectare. De plaats ligt op ongeveer 30 kilometer afstand van de stad Arvika. Iets ten zuiden van de plaats ligt het meer Mangen en iets ten westen van de plaats stroomt de rivier de Tobyälven.